# 廉不鲁迷失海牙
廉不鲁迷失海牙（?—?），元朝大臣，元世祖时中书参知政事。
至元二十一年（1284年）十一月辛丑，开始担任中书省参知政事。至元二十二年（1285年）二月，参政不鲁迷失海牙等上奏：“自江南每岁运粮一百万石，从海追运者十万石，从阿八赤、乐二人新挑河道运者六十万石，从奥行赤所挑济州河实道运者三十万石。现在阔阔你敦等上言：济州河追船缺。臣等议，令三省造船三千艘以济运。”至元二十三年（1286年），出任地方官，担任江淮行省官员。至元二十六年（1289年），奉命和忙兀带率军镇压闽越地区反元起义。